# 조도국민학교 혈도분실
조도국민학교 혈도분실은 대한민국 전라남도 진도군 조도면 독거도리에 있었던 국민학교 분실이다.

## 연혁
- 일자미상 조도국민학교 혈도분실 개설 인가
- 1968년 4월 1일 혈도분실 개설
- 1968년 4월 1일 도서벽지학교 '갑'급 지정
- 1978년 7월 1일 폐실 및 조도국민학교 통폐합